# Обстріли Зноб-Новгородської селищної громади
Обстріли Зноб-Новгородської селищної територіальної громади — серія обстрілів та авіаударів російськими військами території населених пунктів Зноб-Новгородської селищної громади (до 19 липня 2020 року Середино-Будського району) Шосткинського району Сумської області в ході повномасштабного російського вторгнення в Україну.
Наказом Міністерства з питань реінтеграції тимчасово окупованих територій України територія громади з 30 травня 2022 року була внесена до оновленого переліку територій України, де тривають бойові дії, або які перебувають в окупації російських військ. Жителям громади, зареєстрованим як внутрішньо переміщені особи (ВПО), здійснюватимуться виплати.

## 2022

### 13 травня
Близько 00:05 у ніч з 12 на 13 травня військові, за інформацією оперативного командування "Північ", з території РФ завдали двох ракетних ударів по с. Очкине Зноб-Новгородської селищної громади. За інформацією військових, втрат серед особового складу не було, як і жертв серед населення. На території Очкинського лісництва ДП "Свеське лісове господарство", за інформацією Держекоінспекції Сумщини, росіяни знищили щонайменше 172 дерева, переважно хвойних порід. Загальна суму збитків від знищення лісових насаджень склали 2 079 751 грн.

### 22 травня
За інформацією Генерального штабу ЗСУ російські війська обстріляли населені пункти та інфраструктурні об’єкти в районі села Улиця.

### 28 травня
У ніч з 27 на 28 травня військові РФ зі своєї території з мінометів близько 6 разів обстріляли територію Зноб-Новгородської громади, як повідомив голова Сумської ОВА Дмитро Живицький.

### 14 червня
О 6:30 ранку військові РФ відкривали артилерійський вогонь по території Есманської громади.

### 20 червня
Після 18:00 почався обстріл Зноб-Новгородської громад. Російські війська вели вогонь зі ствольної та реактивної артилерії. Усього зафіксовано 28 «прильотів», жертв чи руйнувань не було, повідомив голова Сумської ОВА Дмитро Живицький. Після 19:30 обстріл території знову відновився. Ворог стріляв з міномета: 7 влучань. Жертв чи руйнувань не було. За інформацією ДПСУ, протягом дня військовослужбовці ЗС рф зі своєї території нещадно розстрілювали прикордоння Сумщини з мінометів, ствольної артилерії та реактивних систем залпового вогню.

### 3 липня
Близько 9:30 ранку по Зноб-Новгородській громаді почався масовий обстріл з боку РФ, ймовірно із САУ,  із використанням фосфорних та флешетних снарядів калібру 120, 152 мм. Всього було 120 пострілів (влучань) повідомив голова Сумської ОВА Дмитро Живицький. В результаті цього згорів один автомобіль. Буквально о 09:45 по околицям одного з сіл Зноб-Новгородської громади почався новий мінометний обстріл: 20 влучань.

### 12 липня
Росіяни зі своєї території обстрілювали території громади. Травмованих людей не було, але були руйнування цивільної будівлі, повідомили у Сумській обласній військовій адміністрації.

### 16 липня
За інформацією Нацполіції Сумщини відбувся обстріл села Нововасилівка Зноб-Новгородської селищної громади.

### 21 липня
О 17 годині розпочався мінометний обстріл. Було зафіксовано 10 прильотів, - повідомив голова Сумської ОВА Дмитро Живицький.

## 2023

### 5 лютого
Зранку розпочався мінометний обстріл громади. З 06.30 зафіксований мінометний обстріл − 3 прильоти. Обстріл з мінометів також був о 7.50.

### 25 березня
росіяни обстріляли громаду з мінометів. Зафіксовано 10 прильотів.

### 3 вересня
Зноб-Новгородська громада також постраждала від гранатометного обстрілу з АГС – зафіксовано 20 вибухів.

### 17 вересня
З вертольотів, артилерії та мінометів із території РФ були обстріляні Краснопільська, Новослобідська, Білопільська, Хотинська, Юнаківська та Зноб-Новгородська громади Сумської області.

### 11 жовтня
Зноб-Новгородську та Шалигинську громади обстріляли з мінометів та артилерії.

### 22 листопада
"Протягом дня зафіксовано 17 обстрілів прикордонних територій та населених пунктів Сумської області. Зафіксовано 54 вибухи. Обстрілу зазнали Краснопільська, Юнаківська, Великописарівська, Білопільська, Новослобідська, Путивльська, Глухівська, Шалигинська, Знобсько-Новгородська, Есманьська, Середино-Будська громади", - зазначається в повідомленні Сумської ОВА. Зокрема, росіяни обстріляли з мінометів громади: Краснопільську (5 вибухів), Есманьську (18 вибухів), Середино-Будську (3 вибухи), Глухівську (1 вибух), Шалигинську (1 вибух), Новослобідську (1 вибух), Путивльську (6 мін), Зноб-Новгородську (5 вибухів).

### 23 листопада
За даними Сумської ОВА, росіяни обстріляли з мінометів громади: Краснопільську (23 вибухи), Зноб-Новгородську (10 вибухів), Шалигінську (7 вибухів), Великописарівську (4 вибухи), Хотінську (2 міни).

### 25 листопада
За даними Сумської обладміністрації, окупанти обстріляли з мінометів прикордонні громади: Великописарівську (6 вибухів), Хотінську (2 міни), Зноб-Новгородську (6 вибухів). Миропільську (8 вибухів), Новослобідську (3 вибухи).

### 10 грудня
У ніч проти 10 грудня росіяни атакували Сумську область. Тут зафіксовано п'ять обстрілів та 14 вибухів. Під ударом перебували населені пункти Краснопільської, Зноб-Новгородської, Середино-Будської, Дружбівської громад. Росіяни атакували з мінометів, РСЗВ, скидали вибухівку з безпілотників.

### 11 грудня
У Зноб-Новгородській і Юнаківській громадах зафіксовано мінометні обстріли (по три вибухи)

## 2024

### 30 січня
У Зноб-Новгородській ворог здійснив обстріли з мінометів (5 вибухів) та РСЗВ (15 вибухів). Унаслідок чого 3 людини загинули (одна людина - дорогою в лікарню) і одна людина поранена.

### 19 лютого
По ️Зноб-Новгородській громаді здійснено артилерійські обстріли (13 вибухів) і мінометний обстріл (28 вибухів).

### 7 березня
Зноб-Новгородська громада: здійснено обстріл із РСЗВ (6 вибухів).

### 12 березня
На територію Зноб-Новгородської громади противник скинув 2 міни.

### 13 березня
Мінометних обстрілів зазнала Зноб-Новгородська громада (3 вибухи).

### 16 березня
Мінометного обстрілу зазнала Зноб-Новгородська громада (4 вибухи).

### 19 березня
Мінометного обстрілу зазнала Зноб-Новгородська громада, на її територію росіяни скинули 5 мін.

### 27 березня
По ️Зноб-Новгородській громаді агресорами здійснено артобстріл (6 вибухів).

### 29 березня
Вночі та вранці росіяни здійснили 7 обстрілів прикордонних територій і населених пунктів Сумської області. Зафіксовано 35 вибухів. Обстрілу зазнали Хотінська (9 вибухів), Миропільська (5 вибухів), Краснопільська (9 вибухів), Великописарівська (6 мін), Зноб-Новгородська (4 вибухи), Середино-Будська (2 вибухи) громади
На територію ️Зноб-Новгородської росіяни скинули 2 міни.

### 30 березня
По Зноб-Новгородській громаді були мінометний обстріл (2 вибухи) та артобстріл (3 вибухи).

### 31 березня
Зноб-Новгородська громада: ворог бив з артилерії (5 вибухів).

### 2 квітня
У Зноб-Новгородській громаді зафіксовано мінометні обстріли (16 вибухів).

### 5 квітня
Зафіксовано обстріли з РСЗВ (15 вибухів) міномету (25 вибухів).

### 7 квітня
Мінометних обстрілів зазнали Шалигинська (4 вибухи), Зноб-Новгородська (5 вибухів) і Путивльська (3 міни) громади.

### 8 квітня
18 мін скинули росіяни на територію громади.

### 10 квітня
Ворог бив з мінометів (7 вибухів) та наніс обстріли FPV дроном скидання ВОГ (2 вибухи).

### 11 квітня
Зафіксовано мінометний обстріл (6 вибухів).

### 16 квітня
росіяни вдарили з артилерії (25 вибухів).

### 20 квітня
Зафіксовано 2 вибухи з міномету.

### 27 квітня
Зноб-Новгородська громада: зафіксовано мінометний обстріл (7 вибухів).

### 29 квітня
По громаді здійснено пуск з літака ракет типу НАР (5 вибухів).

### 30 квітня
Здійснено обстріли зі ствольної артилерії (9 вибухів).

### 4 травня
По Зноб-Новгородській громаді здійснено обстріли зі ствольної артилерії (8 вибухів).

### 8 травня
Противник вдарив по громаді з мінометів (7 вибухів).

### 10 травня
Здійснено артилерійський обстріл (4 вибухи).

### 12 травня
Зноб-Новгородська громада: ворог вдарив з мінометів (15 вибухів).

### 13 травня
Були мінометні обстріли (13 вибухів) та обстріли зі ствольної артилерії (8 вибухів).

### 16 травня
"Протягом дня росіяни здійснили 32 обстріли прикордонних територій та населених пунктів Сумської області. Зафіксовано 166 вибухів. Обстрілу зазнали Білопільська, Краснопільська, Великописарівська, Новослобідська, Глухівська, Есманьська, Шалигинська, Дружбівська, Середино-Будська, Зноб-Новгородська громади", - ідеться в повідомленні Сумської ОВА.

### 20 травня
Протягом дня російські війська здійснили 48 обстріли прикордонних територій та населених пунктів Сумської області. Зафіксовано 243 вибухи. Обстрілів зазнали Садівська, Миколаївська, Хотінська, Юнаківська, Білопільська, Краснопільська, Миропільська, Великописарівська, Путивльська, Есманьська, Шалигинська, Середино-Будська, Свеська, Зноб-Новгородська громади, повідомляє Сумської обласна військова адміністрація.

### 21 травня
Був артилерійський обстріл громади. Зафіксовано 11 вибухів.

### 24 травня
Здійснено обстріл з РСЗВ «Град (30 вибухів).

### 25 травня
По Зноб-Новгородській громаді ворог бив з мінометів. Зафіксовано 37 вибухів, РСЗВ «Град» (13 вибухів) та артилерії (9 вибухів).

### 26 травня
По громаді здійснено мінометний обстріл (4 вибухи).

### 7 червня
Були мінометні обстріли (2 вибухи).

### 8 червня
Здійснено мінометні обстріли громади (3 вибухи).

### 10 червня
Зафіксовано мінометний обстріл громади.

### 16 червня
Протягом дня росіяни здійснили 5 обстрілів прикордонних територій та населених пунктів Сумської області. Зафіксовано 35 вибухів. Обстрілу зазнали Юнаківська, Краснопільська, Великописарівська, Зноб-Новгородська громади", - вказується в повідомленні Сумської обласної військової адміністрації. Були задіяні вертольоти агресора.

### 22 червня
Ворог бив по громаді зі ствольної артилерії (2 вибухи), міномету (2 вибухи).

### 26 червня
Ворог бив по громаді з артилерії (6 вибухів).

### 28 червня
Ворог бив по терені громади з артилерії (2 вибухи), мінометів (18 вибухів), здійснив обстріли з використанням FPV дронів (5 вибухів). Внаслідок обстрілу отримала поранення одна цивільна особа.

### 3 липня
Були мінометний обстріл (3 вибухи) та артобстріл (6 вибухів) громади.

### 6 липня
Ворог вдарив по громаді зі ствольної артилерії (7 вибухів).

### 12 липня
Ворог бив по громаді з артилерії (3 вибухи).

### 14 липня
Ворог бив по громаді з міномету (1 вибух).

### 16 липня
3 міни скинув ворог на територію громади.

### 19 липня
3 міни скинули росіяни на територію громади.

### 3 серпня
росіяни вдарили по громаді з артилерії (14 вибухів).

### 5 серпня
По громаді здійснено удар FPV-дронів (3 вибухи).

### 9 серпня
Був обстріл з міномету (1 вибух).

### 14 серпня
Був артилерійський обстріл громади(6 вибухів) та обстріл з АГС (20 вибухів).

### 17 серпня
4 міни скинули росіяни на територію громади.

### 21 серпня
6 мін скинули росіяни на територію громади. Також була атака FPV-дронами (2 вибухи).

### 22 серпня
4 міни скинув ворог на територію громади.

### 24 серпня
2 міни скинули росіяни на територію громади.

### 28 серпня
Зафіксовано мінометний обстріл (3 вибухи).

### 29 серпня
По громаді здійснено мінометний обстріл (1 вибух).